# Ryūshi Kawabata
Ryūshi Kawabata (jap. 川端 龍子 Kawabata Ryūshi), właśc. Shotarō Kawabata (jap. 川端 昇太郎 Kawabata Shotarō; ur. 6 czerwca 1885, zm. 10 kwietnia 1966) – japoński malarz.

## Życiorys
Pochodził z prefektury Wakayama. W 1895 roku przeprowadził się wraz z rodziną do Tokio, gdzie uczył się sztuki malarstwa olejnego i ilustratorstwa. W 1913 roku odbył podróż do Stanów Zjednoczonych. Obejrzał wówczas zbiory japońskiego malarstwa zgromadzone w Museum of Fine Arts w Bostonie. Wkrótce potem, będąc pod ich wpływem, zerwał z uprawianiem malarstwa w stylu zachodnim (yōga) i zaczął tworzyć w odwołującym się do wzorców rodzimych stylu nihonga. Jego prace cieszyły się dużą popularnością i wielokrotnie były prezentowane na wystawach w Japońskiej Akademii Sztuk Pięknych (Nihon Bijutsu-in). W 1928 roku powołał do życia grupę artystyczną Seiryū-sha (青龍社), która przetrwała do jego śmierci. W 1963 roku na miejscu domu Kawabaty w Tokio, zniszczonego podczas bombardowań w trakcie II wojny światowej, wybudowano muzeum, w którym zgromadzono prace artysty.
Tematyka obrazów Kawabaty jest szeroka, obejmuje pejzaż, martwą naturę, akty, sceny z teatru nō, motywy mitologiczne, a także tematykę współczesną. Artysta tworzył w technice tradycyjnej, wykorzystując jednak techniki światłocienia i malarstwa iluzjonistycznego. Był przeciwnikiem tradycyjnego wywieszania obrazów w formie zwojów kakemono w alkowie domu (tokonoma), nawołując do ich publicznego eksponowania, zwłaszcza w formie wielkoformatowego malarstwa ściennego. Pragnął udostępnić malarstwo jak najszerszej publiczności i upowszechnić je, zrywając w ten sposób z patronatem niewielkiej grupki koneserów.
W 1959 roku został odznaczony Orderem Kultury.

## Galeria

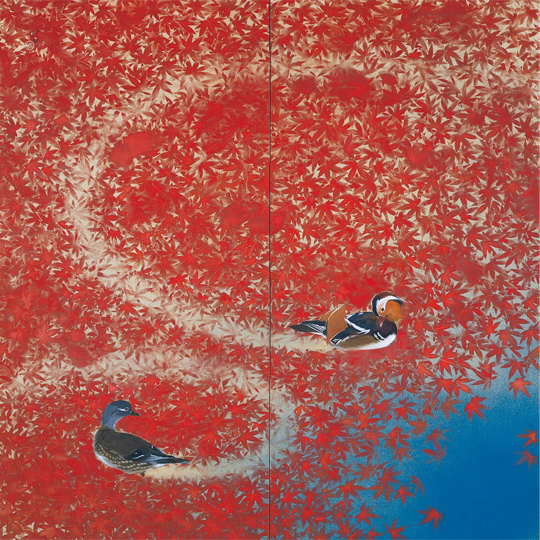
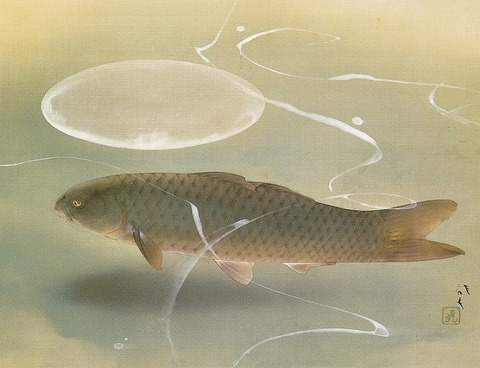
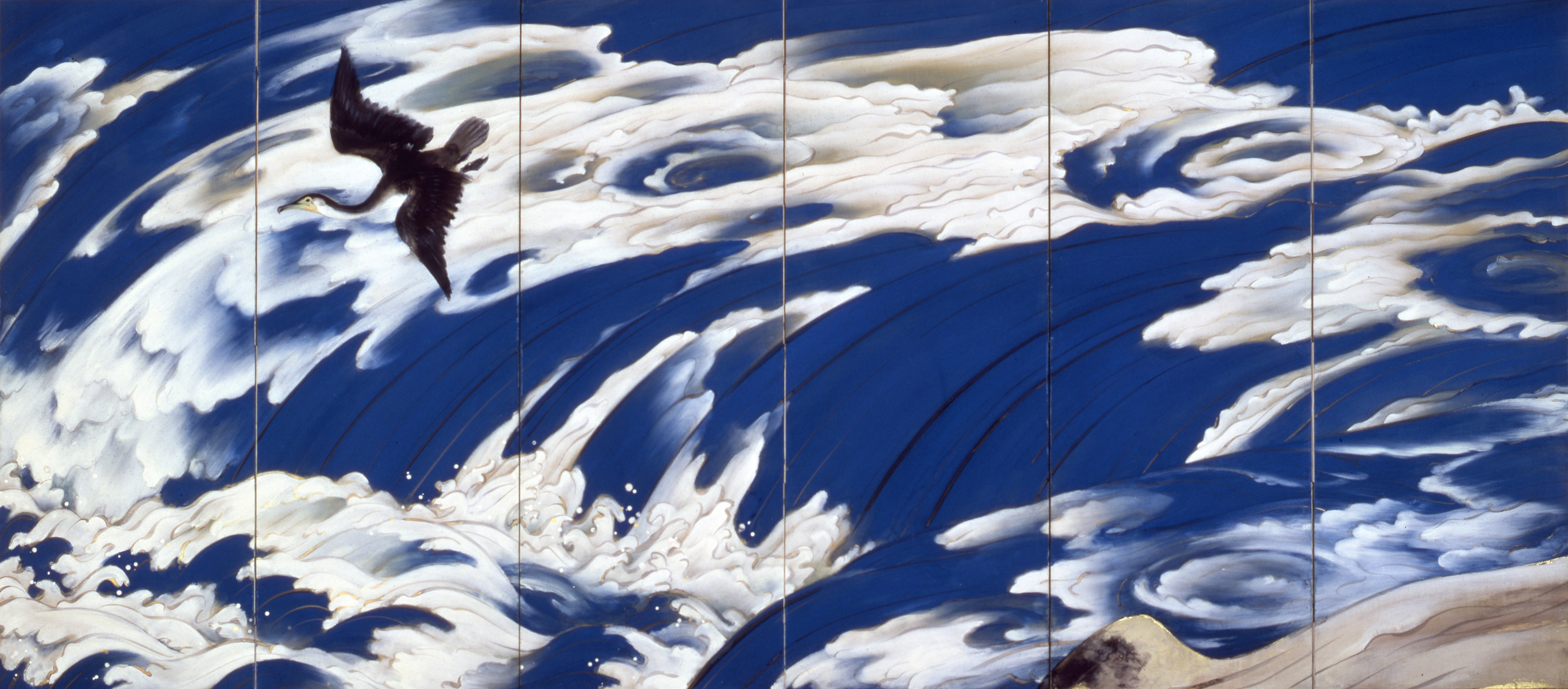
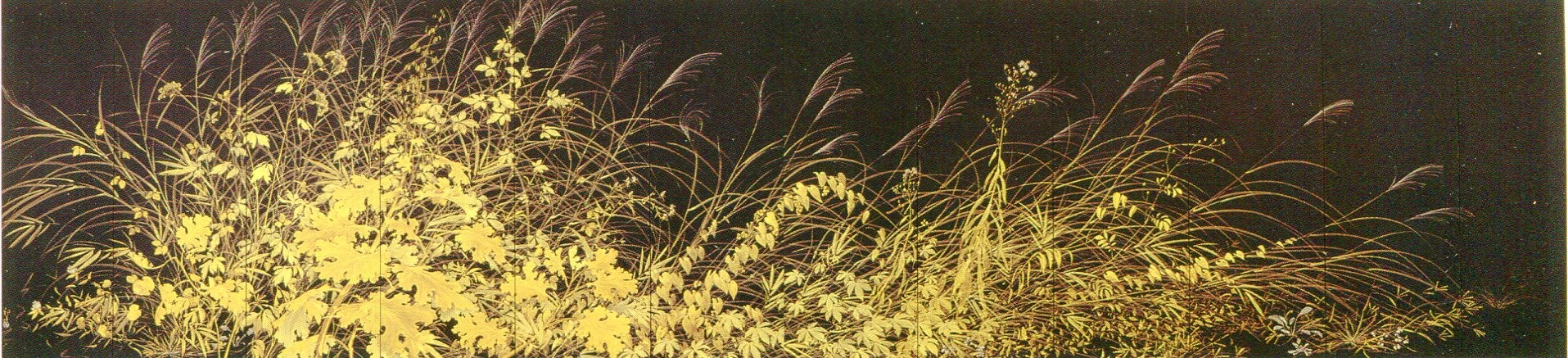
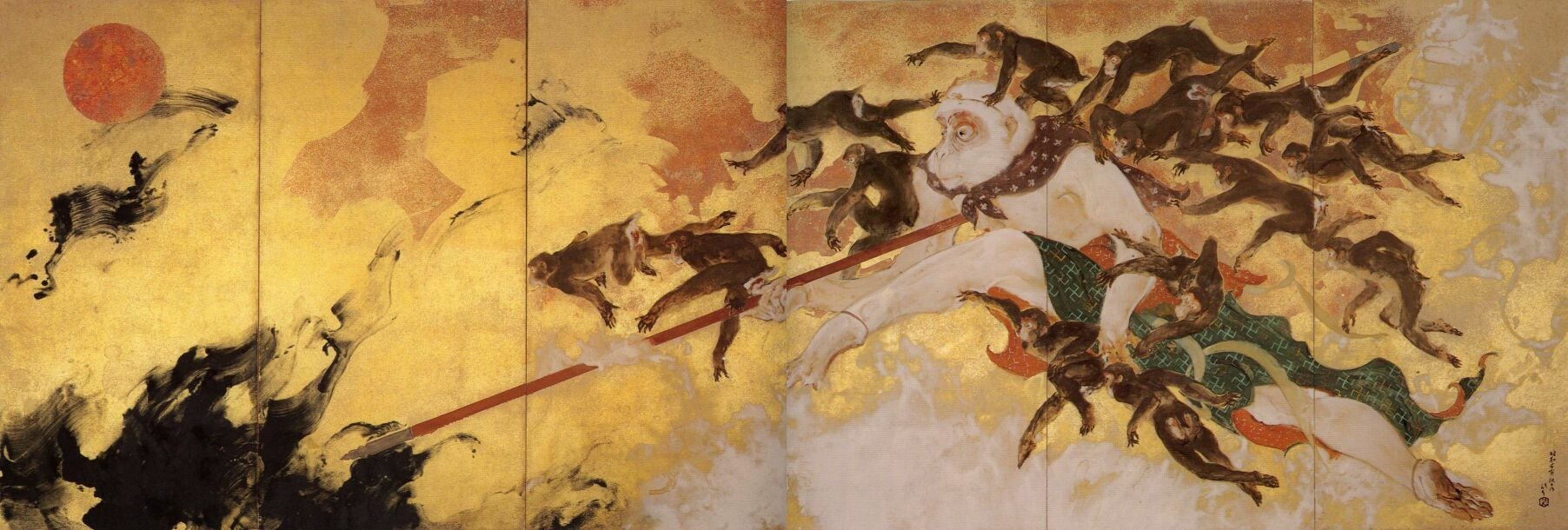
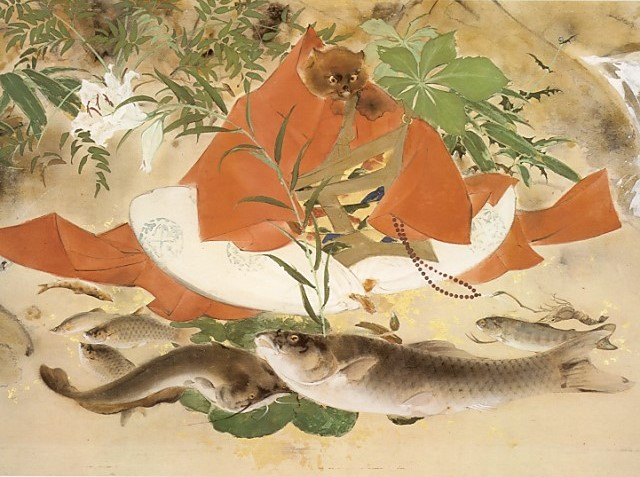